# Gaius Valerius Eros
Gaius Valerius Eros war ein antiker römischer Toreut (Metallbearbeiter), der im 1. Jahrhundert in Italien tätig war.
Gaius Valerius Eros ist heute nur noch aufgrund von zwei Signaturstempeln auf Bronzekasserollen bekannt. Obwohl es noch weitere bekannte römische Toreuten mit dem Gentilnamen Valerius gibt, ist anders als bei vielen anderen Toreuten mit gleichem Gentilnamen eine Verwandtschaft zumeist eher unwahrscheinlich, etwa zu den südspanischen Toreuten des Namens. Bei den Stücken handelt es sich um:
1. Bronzekasserolle; gefunden in Pompeji; heute im Archäologischen Nationalmuseum in Neapel.[1]
2. Bronzekasserolle; heute im Thermenmuseum in Heerlen.[2]

## Einzelbelege
1. ↑  Inventarnummer ?; Richard Petrovszky: Studien zu römischen Bronzegefäßen mit Meisterstempeln. Leidorf, Buch am Erlbach 1993, S. 311, Nr. V.01.01.
2. ↑  Inventarnummer 10991; Richard Petrovszky: Studien zu römischen Bronzegefäßen mit Meisterstempeln. Leidorf, Buch am Erlbach 1993, S. 311, Nr. V.01.02.

| Personendaten    | Personendaten                                                    |
| ---------------- | ---------------------------------------------------------------- |
| NAME             | Valerius Eros, Gaius                                             |
| ALTERNATIVNAMEN  | Valerius Eros, Caius; Eros, Caius Valerius; Eros, Gaius Valerius |
| KURZBESCHREIBUNG | antiker römischer Toreut                                         |
| GEBURTSDATUM     | 1. Jahrhundert v. Chr. oder 1. Jahrhundert                       |
| STERBEDATUM      | 1. Jahrhundert oder 2. Jahrhundert                               |